# پلاسمون
در فیزیک به نوسانات الکترون‌های آزاد یک محیط پلاسمایی، پلاسمون می‌گویند. اگر این الکترون‌ها درون حجم یک فلز قرار داشته باشد به آن‌ها پلاسمون‌های حجمی گفته می‌شود.
پلاسمون به دو جز تقسیم می‌شود که هرکدام از آن‌ها کاربردی از فلزات و امواج الکترومغناطیسی در مشخصات نانومتری در ساختارهای دو بعدی، تک بعدی و حتی صفر بعدی است. این دو حوزه عبارتند از:
1. پلاسمون‌های سطحی موضعی (Localized Surface Plasmon)
2. پلاسمون پلاریتون‌های سطحی(Surface Plasmon Polariton)

## توضیح
عبارت پلاریتون را میتوان برای نوسان الکترون‌های مقید فلز در حالت جفت شدگی با فونون‌های پرتو فرودی به کار برد. نام پلاریتون برای شبه ذراتی که نیم ماده و نیم فوتون بودند، بکار گرفته شد که حالت تزویج شده بین یک فوتون پرتو تحریک‌کننده ابتدایی و الکترون‌های رسانش فلز است و اصطلاح پلاسمون پلاریتون (Plasmon Polariton) برای بیان علت تزویج شده بین یک فوتون و یک پلاسمون است.
در یک نمای کلاسیکی پلاسمون‌ها می‌توانند به عنوان یک نوسان چگالی الکترون‌های آزاد نسبت به یون‌های مثبت در یک فلز توصیف شوند. برای روشن شدن مطلب یک مکعب فلزی را تصور کنید که در یک میدان الکتریکی که جهت آن از چپ به راست می‌باشد قرار دارد. الکترون‌ها به سمت چپ حرکت می‌کنند (یون‌های مثبت را در سمت راست باقی می‌گذارند) تا زمانی که میدان را درون فلز خنثی کنند. اگر میدان الکتریکی برداشته شود الکترون‌ها به طرف راست حرکت می‌کنندِ یکدیگر را دفع می‌کنند و به وسیلهٔ یون‌های مثبت جذب می‌شوند. الکترون‌ها در فرکانس پلاسما به جلو و عقب می‌روند تا زمانی که انرژی آن‌ها در یک فرایند مقاومتی یا استهلاکی تمام شود. پلاسمون‌ها کوانتوم این نوع نوسان‌ها می‌باشند.

## وظیفه پلاسمون‌ها
پلاسمون نقش عمده‌ای در خواص نوری فلزات دارد. نور با فرکانس‌های، زیر فرکانس پلاسما بازتاب می‌شود، زیرا الکترون‌های فلز، سپرِ میدان الکتریکی نور می‌شوند. نور با فرکانس‌های، بالای فرکانس پلاسما عبور می‌کند، زیرا الکترون‌ها نمی‌توانند به اندازه کافی سریع مانند سپر میدان الکتریکی نور را دفع کنند. بسیاری از فلزات، که فرکانس پلاسما آن‌ها درناحیه ماورای‌بنفش است، در ناحیه مرئی براق (بازتابنده) هستند. برخی از فلزات، مانند مس و طلا، در ناحیه مرئی دارای گذارهای باند الکترونی هستند، در نتیجه انرژی‌های نوری خاص (رنگ‌ها) جذب می‌شوند. در نیمه‌هادی‌ها، فرکانس پلاسما الکترون ظرفیت معمولاً در اعماق ماوراء بنفش است، که به همین دلیل آن‌ها نیز بازتابنده هستند.
انرژی پلاسما را معمولاً در مدل الکترون آزاد می‌توان به‌صورت
{\displaystyle E_{p}=\hbar {\sqrt {\frac {ne^{2}}{m\epsilon _{0}}}}=\hbar \cdot \omega _{p},}
تقریب زد، که {\displaystyle n} چگالی الکترون رسانش، {\displaystyle e} بار اصلی، {\displaystyle m} جرم الکترون، {\displaystyle \epsilon _{0}} گذردهی خلأ، {\displaystyle \hbar } ثابت پلانک و {\displaystyle \omega _{p}} فرکانس پلاسما است.

## پلاسمون‌های سطحی
به پلاسمون‌های تشکیل شده در سطح مشترک یک فلز و دی الکتریک پلاسمون‌های سطحی می‌گویند. پلاسمون‌های سطحی، پلاسمون‌های محدود شده به سطح هستند و به شدت با نور ناشی از پلاریتون‌ها واکنش می‌دهند. آن‌ها در فصل مشترک بین خلاء و مواد با ثابت دی الکتریک موهومی کوچک مثبت و حقیقی بزرگ منفی (معمولاً فلز و دی الکتریک آلاییده) رخ می‌دهد. آن‌ها در اسپکتروسکوپی رامان افزایشی سطح و در توضیح ناهنجاری‌ها در پراش از توری‌های فلزی (ناهنجارهای وود،"Wood's anomaly")، در میان چیزهای دیگر نقش ایفا می‌کنند. بیوشیمیدان‌ها از رزونانس پلاسمون سطحی برای مطالعه مکانیسم‌ها و جنبش‌های لیگاندهای متصل به گیرنده‌ها (یعنی اتصال ماده زمینه به آنزیم) استفاده می‌کنند.

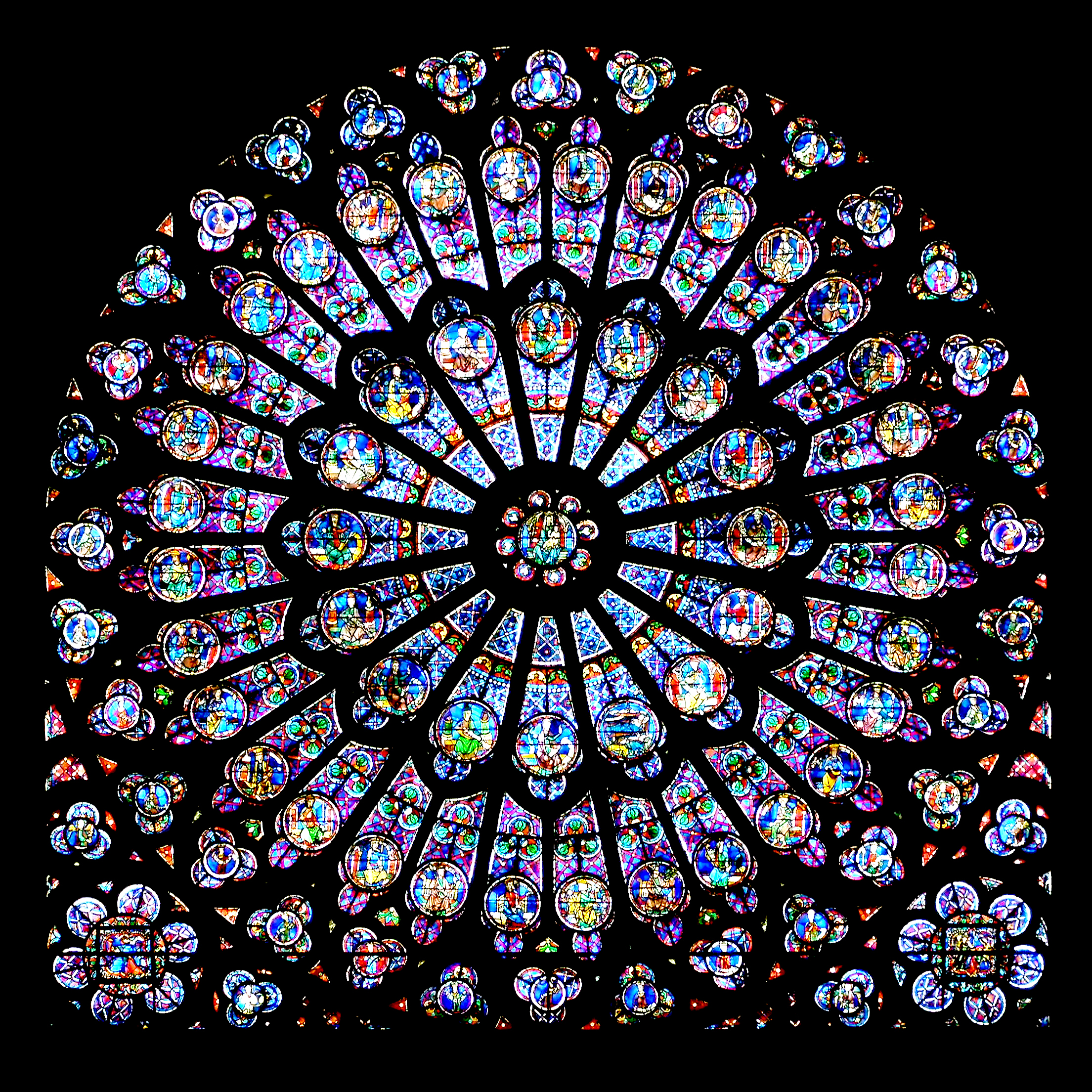
Gothic stained glass rose window of کلیسای نوتردام. The colors were achieved by colloids of gold nano-particles.

اخیراً پلاسمون‌های سطح برای کنترل رنگ‌های مواد استفاده می‌شوند. این ممکن است زیرا کنترل شکل و اندازه ذره، انواع پلاسمون‌های سطح را تعیین می‌کند که می‌توانند با آن جفت شوند و در میان آن منتشر شوند؛ بنابراین، واکنش نور با سطح را کنترل می‌کند. این اثرات در شیشه‌های رنگی قدیمی به‌کاربرده شده در کلیساهای قرون وسطی دیده می‌شود. در این مورد، نانوذرات فلز با اندازه ثابت که با میدان اپتیکی واکنش می‌دهند، باعث تغییرات رنگ در شیشه می‌شوند. در علم مدرن، این اثرات هم برای نور مرئی و هم برای تابش ماکرویو مهندسی شده‌است. بیشتر مطالعات در ناحیه ماکرویو است، زیرا در این طول‌موج سطوح مواد به‌طور مکانیکی طرح‌هایی در اندازه‌های چندین سانتیمتر ایجاد می‌کنند. برای تولید اثرات نوری پلاسمون سطح، به سطوح ۴۰۰ نانومتر نیاز است. این بسیار سخت است و اخیراً به روش‌های معتبر یا سودمند ممکن است.

## کاربردهای ممکن
موقعیت و شدت پیک‌های جذب و گسیل پلاسمون، متأثر از جذب سطحی مولکول‌ها هستند، که در حسگرهای مولکولی می‌توانند استفاده شوند. برای مثال، به‌طورکاملاً عملیاتی دستگاه نمونه اولیه تشخیص کازئین موجود در شیر ساخته شده‌است. دستگاه براساس شناسایی تغییر در جذب لایه طلا کار می‌کند. پلاسمون‌های سطحی موضعی نانوذرات طلا می‌توانند برای شناسایی انواع مختلف مولکول‌ها، پروتئین‌ها و غیره استفاده شوند.
هم‌اکنون از پلاسمون به عنوان وسیله‌ای برای انتقال اطلاعات بر روی تراشه‌های کامپیوتری استفاده می‌شود، زیرا پلاسمون‌ها می‌توانند برای فرکانس‌های بسیار بالا درنظرگرفته شوند (تا محدوده ۱۰۰ تراهرتز، درحالیکه سیم‌های معمولی در ده گیگاهرتز بسیار پراتلاف هستند). برای الکترونیک مبتنی بر پلاسمون، (plasmonster) می‌توانند مفید باشد.
پلاسمون‌ها همچنین به عنوان وسیله‌ای برای لیتوگرافی با رزولوشن بالا و میکروسکوپی با طول موج‌های بسیارکوچک ارائه شده‌اند. هر دو این کاربردها باموفق در محیط آزمایشگاهی اثبات می‌شود. درنهایت، پلاسمون‌های سطحی دارای ظرفیت‌های منحصربه فردی برای محدود کردن نور به ابعاد بسیار کوچک که می‌تواند بسیاری از کاربردهای جدید را ممکن سازد، هستند.
پلاسمون‌های سطحی به خواص موادی که بر روی آن‌ها منتشر می‌شوند، بسیار حساس هستند. این امر به استفاده از آن‌ها برای اندازه‌گیری ضخامت تک لایه‌ها در فیلم‌های کلوئیدی، مانند غربالگری و تعیین وقایع پروتئین، منجرشده‌است. شرکت‌هایی مانند Biacoreدارای ابزارات تجاری که با این اصول عمل می‌کنند، هستند. پلاسمون‌های سطحی نوری برای بهبود ترکیب بررسی شده‌اند. در سال ۲۰۰۹، یک تیم تحقیقاتی کره‌ای راهی برای بهبود بهره‌وری دیود ساطع نورآلی، با استفاده از پلاسمون، پیدا کردند.